# Списък с носителите на Рицарски кръст с дъбови листа, мечове и диаманти
Рицарски кръст с дъбови листа, мечове и диаманти е германска военна награда учредена на 28 септември 1941 г. Тя се присъжда на притежателите на Рицарски кръст с дъбови листа и мечове, които са успели да се докажат отново. Присъдена е на едва 27 от войниците на Нацистка Германия. Сред тях са войници, моряци и пилоти, вариращи от млади асове до фелдмаршали. Тази статия представлява списък с техните имена и постижения, за които получават наградата.

## Списък на наградените
| Номер | Име                    | Вид войски  | Ранг                          | Дата на получаване   | Бележки |
| ----- | ---------------------- | ----------- | ----------------------------- | -------------------- | --- |
| 1     | Вернер Мьолдерс        | Луфтвафе    | Комодор (Оберст)              | 15 юли 1941 г.       | За достигането на 100 въздушни победи докато служи в 51-ва изтребителна ескадра на Източния фронт. |
| 2     | Адолф Галанд           | Луфтвафе    | Комодор (Оберст)              | 28 януари 1942 г.    | За достигането на 94 въздушни победи докато служи в 26-а изтребителна ескадра на Западния фронт. |
| 3     | Гордон Голоб           | Луфтвафе    | Комодор (Майор)               | 30 август 1942 г.    | За достигането на 150 въздушни победи докато служи в 77-а изтребителна ескадра. |
| 4     | Ханс-Йоахим Марсайл    | Луфтвафе    | Щафелкапитан (Хауптман)       | 3 септември 1942 г.  | За достигане на 126 въздушни победи в Северна Африка, където служи в 3-та група от 27-а изтребителна ескадра. |
| 5     | Херман Граф            | Луфтвафе    | Щафелкапитан (Оберлейтенант)  | 16 септември 1942 г. | За достигането на 182 въздушни победи докато служи в 9-а ескадрила от 52-ра изтребителна ескадра на Източния фронт. |
| 6     | Ервин Ромел            | Вермахт     | Генерал-фелдмаршал            | 11 март 1943 г.      | Награден по време на тайна церемония за действията му в Северна Африка и Тунис, където командва танкова армия „Африка“. |
| 7     | Волфганг Лют           | Кригсмарине | Корветенкапитан               | 9 август 1943 г.     | За действията му докато командва подводница U-181. |
| 8     | Валтер Новотни         | Луфтвафе    | Командир (Хауптман)           | 19 октомври 1943 г.  | За достигане на 250 въздушни победи докато служи в 1-ва група от 54-та изтребителна ескадра на Източния фронт. |
| 9     | Аделберт Шулц          | Вермахт     | Оберст                        | 14 декември 1943 г.  | За действията му на Източния фронт, където командва 25-и танков полк от 7-а танкова дивизия. Същевременно е издигнат в чин генерал-майор и получава командването на 7-а танкова дивизия.                                                                |
| 10    | Ханс-Улрих Рудел       | Луфтвафе    | Командир (Хауптман)           | 29 март 1944 г.      | За постиженията му докато служи в 3-та група от 2-ра ескадра от пикиращи бомбардировачи Имелман. На 1 януари 1945 г. става единствения носител на уникалната награда Рицарски кръст със златни дъбови листа с мечове и диаманти.                        |
| 11    | Хиацинт Граф Щрахвиц   | Вермахт     | Оберст                        | 15 април 1944 г.     | За действията му на Източния фронт, където командва танкова бойна група прикрепена към група армии „Север“. Същевременно е издигнат в чин генерал-майор и получава командването на 1-ва танкова дивизия.                                                |
| 12    | Херберт-Ото Гил        | Вафен-СС    | Генерал-лейтенант от Вафен-СС | 19 април 1944 г.     | За действията му на Източния фронт, където командва 5-а СС танкова дивизия Викинг. |
| 13    | Ханс Хубе              | Вермахт     | Генерал на танковите войски   | 20 април 1944 г.     | За действията му на Източния фронт, където командва 1-ва танкова армия. Същевременно е издигнат в чин генералоберст. Умира на следващия ден при самолетна катастрофа.                                                                                   |
| 14    | Алберт Кеселринг       | Луфтвафе    | Генерал-фелдмаршал            | 19 юли 1944 г.       | За действията му на Италианския фронт, където командва група армии „С“ и е главнокомандващ на южните войски. |
| 15    | Хелмут Лент            | Луфтвафе    | Комодор (Оберстлейтенант)     | 31 юли 1944 г.       | За достигане на 100 нощни въздушни победи докато служи в 3-та нощна изтребителна ескадра. |
| 16    | Йозеф Дитрих           | Вафен-СС    | Генерал от Вафен-СС           | 6 август 1944 г.     | За действията му в Нормандия на Западния фронт, където командва 1-ви танков корпус от СС ЛССАХ. Същевременно е издигнат в чин СС-Обергрупенфюрер и генералоберст от Вафен-СС.                                                                           |
| 17    | Валтер Модел           | Вермахт     | Генерал-фелдмаршал            | 17 август 1944 г.    | За действията му на Източния фронт, където командва група армии „Център“. Същевременно получава командването на група армии „Б“ на Западния фронт. |
| 18    | Ерих Хартман           | Луфтвафе    | Щафелкапитан (Оберлейтенант)  | 25 август 1944 г.    | За достигане на 301 въздушни победи (първия достигнал 300 въздушни победи) докато служи в 9-а ескадрила от 52-ра изтребителна ескадра. |
| 19    | Херман Балк            | Вермахт     | Генерал на танковите войски   | 31 август 1944 г.    | За действията му край Горна Вистула на Източния фронт, където командва 4-та танкова армия. |
| 20    | Бернард-Херман Рамке   | Луфтвафе    | Генерал-лейтенант             | 19 септември 1944 г. | За действията му по време на защитата на Брест, където командва всички войски. Същевременно е издигнат в чин генерал от парашутно-десантните войски (General der Fallschirmtruppe).                                                                     |
| 21    | Хайнц Волфганг Шнауфер | Луфтвафе    | Командир (Хауптман)           | 16 октомври 1944 г.  | За достигане на 100 нощни въздушни победи докато служи в 4-та група от 1-ва нощна изтребителна ескадра. |
| 22    | Албрехт Бранди         | Кригсмарине | Корветенкапитан               | 24 ноември 1944 г.   | За действията му довели до потапянето 115 000 тона кораби и товари, докато командва подводница U-967. |
| 23    | Фердинанд Шьорнер      | Вермахт     | Генералоберст                 | 1 януари 1945 г.     | За действията му при защитата на Курландия, на Източния фронт, където командва група армии „Север“. |
| 24    | Хасо фон Мантойфел     | Вермахт     | Генерал на танковите войски   | 18 февруари 1945 г.  | За действията му по време на Арденската офанзива на Западния фронт, където командва 5-а танкова армия. |
| 25    | Теодор Толсдорф        | Вермахт     | Генерал-майор                 | 18 март 1945 г.      | За действията му по време на Арденската офанзива на Западния фронт, където командва 340-а фолксгренадирска дивизия. Същевременно е издигнат в чин генерал-лейтенант.                                                                                    |
| 26    | д-р Карл Маус          | Вермахт     | Генерал-лейтенант             | 15 април 1945 г.     | За действията му на Източния фронт, където командва 7-а танкова дивизия. |
| 27    | Дитрих фон Заукен      | Вермахт     | Генерал на танковите войски   | 9 май 1945 г.        | За действията му и забележителната служба на Източния фронт, където служи като главнокомандващ на армейско командване (armee oberkommando) „Източна Прусия“. Последният получил наградата и единствения награден с диаманти от гросадмирал Карл Дьониц. |